# Черкезкёй
Черкезкёй (тур. Çerkezköy, букв. «Черкесская деревня») — образованный в 1958 году район (тур. ilçe «ильче») и город в провинции Текирдаг (Турция), образующий с соседним районом Капаклы, до 2013 года входившим в его состав, крупнейшую в Восточной Фракии городскую агломерацию после Стамбула (355 905 жителей) и крупнейший же промышленный район. Являясь наименьшим в провинции по площади (86 км²), район занимает третье место по населению (213 243 чел.), что обусловливает высокую плотность населения — 2 480 чел./км².

## История
Считается, что на территории современного Черкезкёя находится место, где в 1410 году был убит сын султана Баязида I (в честь которого названо одно из махалля Черкезкёя — Йилдырым-Беязыт, тур. Yıldırım Beyazıt «Баязид Молниеносный») Сулейман Челеби, от его могилы и пошло название местности — Тюрбедере (тур. türbe «могила, мавзолей», dere «ручей, долина ручья»). Утверждать это с точностью невозможно: действительно, источники подтверждают, что когда его брат Муса захватил Эдирне, Сулейман попытался бежать в Константинополь, но был схвачен и убит по дороге — возможно, именно здесь. Однако другие источники пишут, что его голову сначала привезли Мусе в Эдирне, но затем захоронили вместе с телом в Бурсе у тюрбе Мурада I. Как бы то ни было, тюрбе было стёрто с лица земли болгарскими войсками в 1912 году, и сейчас на его месте стоит начальная школа имени Ататюрка (тур. Atatürk İlkokulu).
В середине XIX века в Тюрбедере обосновались черкесы, бежавшие от Кавказской войны. В архивных документах 1863 года обнаружены расчёты стоимости строительства «в черкесской деревне в Тюрбедере». Вследствие русско-турецкой войны 1877—1878 годов и Балканских войн сюда продолжили переселяться беженцы («мухаджиры»), и в документах этой эпохи фигурируют три деревни: Черкезкёй в районе, где находилось тюрбе, приписываемое Сулейману, Тюрбедере вокруг ручья Кёр (память о деревне сохранилась в названии кладбища) и Еникёй (тур. Yeniköy «новая деревня»), на месте которой сейчас расположен штаб 3-й бронетанковой бригады 5-го армейского корпуса 1-й полевой армии Сухопутных войск Турции.
В 1911 году три деревни стали муниципалитетом, и его первый глава мулла Мехмет-эфенди просил администрацию вилайета оставить муниципалитету название Тюрбедере, однако было принято решение назвать его Черкезкёй. До 1914 года он входил в казу Чорлу санджака Текфурдагы (совр. Текирдаг), затем был присоединён к казе Сарай, относившейся к санджаку Кырккилисе (совр. Кыркларели). В 1923 году ставший ильче Сарай вместе с Черкезкёем вернулся в провинцию (тур. il «иль») Текирдаг. В 1958 году Черкезкёй был выделен в отдельный район. В 2013 году из состава Черкезкёя был выделен новый район Капаклы, остающийся частью агломерации.
До 1980-х годов Черкезкёй оставался малонаселённой сельской местностью. Бурный рост региона начался с выводом промышленных предприятий на пределы Стамбула и взятым турецким правительством курсом на привлечение прямых инвестиций путём создания промышленных зон (тур. Organize Sanayi Bölgesi, OSB). Крупнейшая в регионе промышленная зона Черкезкёй, расположенная в двух районах: Черкезкёй и Капаклы — занимает площадь 1 273 га, в ней работают около 328 предприятий-резидентов, в т. ч. 44 иностранных инвестора, создавших около 80 тыс. рабочих мест и входящих в топ крупнейших предприятий и экспортёров Турции. Новые рабочие места привлекли значительную трудовую миграцию как из близлежащих районов, так и из Анатолии.

## География
Черкезкёй расположен на крайнем востоке провинции Текирдаг в 56 км от центра провинции и 110 км от Стамбула. С севера он граничит с Капаклы, запада — Эргене, юга — Чорлу, на востоке — с двумя районами провинции Стамбул: Чаталджа и Силиври. Район равноудалён от обоих морей, омывающих Восточную Фракию: Чёрного на севере и Мраморного на юге. Местность слабохолмистая, средняя высота 160 м над уровнем моря. Протекающий по его территории ручей Чорлу — крупнейший приток реки Эргене, в него впадают более мелкие ручьи Кёр и Азинлар.

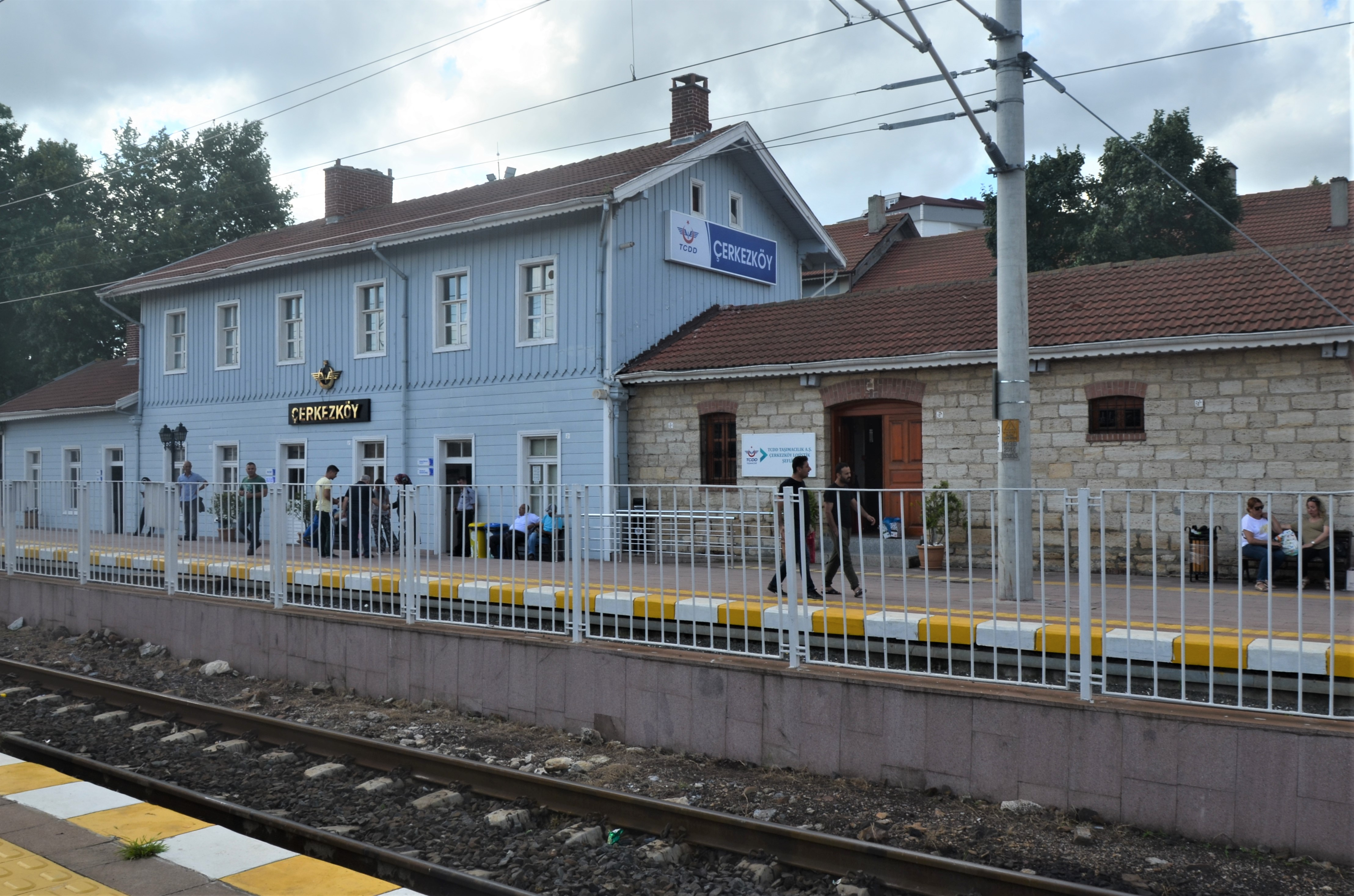
Историческое здание железнодорожной станции Черкезкёй (1873)

В 22 км к югу от Черкезкёя проходит автотрасса O-3[англ.], являющаяся частью трансъевропейского маршрута E80 Лиссабон — Гюрбулак[англ.] и азиатского маршрута AH1 Токио — Капыкуле. В центре города располагается историческая железнодорожная станция, давшая название одной из махалля города — Истасьон. Проходящая через город железнодорожная линия стамбульский вокзал Сиркеджи — греческий Питион является участком Румелийской железной дороги, по которой курсировал знаменитый Восточный экспресс, действующей с 1873 года. В настоящее время линия преимущественно используется в грузовом сообщении промышленными предприятиями региона. На станции Черкезкёй совершают остановку региональные пассажирские поезда сообщением Стамбул (Халкалы[англ.]) — Эдирне, Халкалы—Капыкуле[англ.], Халкалы—Узункёпрю, а также поезд международного сообщения Халкалы — София. В Халкалы путешественники могут осуществить пересадку на городскую электричку Мармарай, связывающую весь Стамбул с запада на восток, и поезда, следующие на восток в направлении Эскишехира и Анкары. Строящаяся скоростная железная дорога[англ.], которая свяжет Стамбул с Европой, также пройдёт через Черкезкёй.
Климат Черкезкёя — средиземноморский умеренный с сухим тёплым летом (тип Csa по Кёппену). Проникающие сюда время от времени северные ветра могут вызывать краткосрочное понижение температуры воздуха. Средняя температура летом 25 °C, максимальная 35 °C, зимой — 10 °C, минимальная –8 °C.

## Население
Территория Черкезкёя издавна заселялась мигрантами. Судя по названию, первыми были черкесы, покинувшие Кавказ. Балканские войны привели к появлению здесь мигрантов из Румелии, которые продолжили прибывать в течение всего XX века: сначала в результате греко-турецкого обмена населением, затем спасаясь от этнических чисток в Болгарии и бывшей Югославии. Вывод промышленности из Стамбула и создание промышленных зон вызвали бурный рост экономики региона и приток рабочей силы из азиатских районов Турции.

Статистика населения Черкезкёя ведётся с момента образования района в 1958 году.

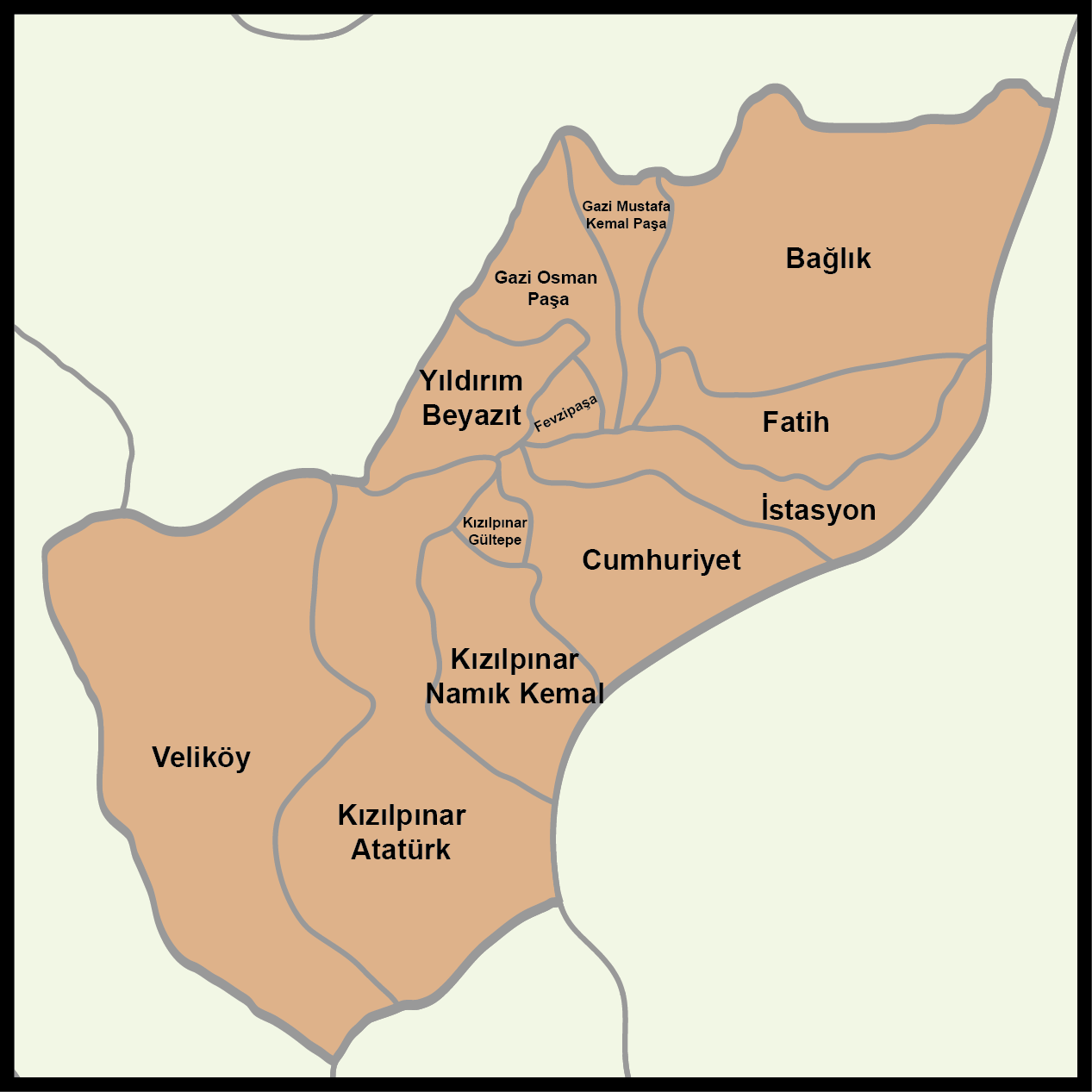
Махалля Черкезкёя

| 1960     | 1965     | 1970     | 1975     | 1980     | 1985     | 1990     |
| -------- | -------- | -------- | -------- | -------- | -------- | -------- |
| 13 906   | ↘13 690  | ↗14 289  | ↗16 300  | ↗23 870  | ↗31 125  | ↗41 317  |
| 2000     | 2007     | 2008     | 2009     | 2010     | 2011     | 2012     |
| ↗82 685  | ↗131 723 | ↗147 239 | ↗154 298 | ↗164 220 | ↗177 442 | ↗188 712 |
| 2013     | 2014     | 2015     | 2016     | 2017     | 2018     | 2019     |
| ↘113 134 | ↗123 119 | ↗133 626 | ↗146 319 | ↗157 931 | ↗166 789 | ↗174 529 |
| 2020     | 2021     | 2022     | 2023     |          |          |          |
| ↗185 234 | ↗196 736 | ↗206 829 | ↗213 243 |          |          |          |

| Махалля                                               | Население, чел. |
| ----------------------------------------------------- | --------------- |
| Баглык (тур. Bağlık)                                  | 20735           |
| Великёй (тур. Veliköy)                                | 11223           |
| Гази-Мустафа-Кемальпаша (тур. Gazi Mustafa Kemalpaşa) | 21430           |
| Гази-Осман-паша (тур. Gazi Osman Paşa)                | 15766           |
| Джумхуриет (тур. Cumhuriyet)                          | 12151           |
| Истасьон (тур. İstasyon)                              | 22383           |
| Йилдырым-Беязыт (тур. Yıldırım Beyazıt)               | 15698           |
| Кызылпынар-Ататюрк (тур. Kızılpınar Atatürk)          | 28722           |
| Кызылпынар-Гюльтепе (тур. Kızılpınar Gültepe)         | 19662           |
| Кызылпынар-Намык-Кемаль (тур. Kızılpınar Namık Kemal) | 8763            |
| Фатих (тур. Fatih)                                    | 17166           |
| Февзи-паша (тур. Fevzi Paşa)                          | 19539           |

## Власть
Муниципалитет Черкезкёя возглавляет избираемый мэр (тур. belediye başkanı). С 2014 года этот пост занимает представитель Республиканской народной партии Вахап Акай (тур. Vahap Akay).
Меджлис (совет, тур. belediye meclisi) Черкезкёя состоит из мэра и 31 члена. Большинство (19 чел.) также представляют Республиканскую народную партию. Правящая Партия справедливости и развития имеет 10 мест; ещё 2 места занимают депутаты от ультраправой Партии националистического движения.
Каймакамом Черкезкёя (руководителем районной администрации, подчиняющимся губернатору провинции — вали) с 23 августа 2022 года назначен Назми Гюнлю (тур. Nazmi Günlü).